# Klassiker (album av Pugh Rogefeldt)
Klassiker är ett samlingsalbum av den svenske rockmusikern Pugh Rogefeldt, utgivet 2005.

## Låtlista
1. "Dinga linga Lena"
2. "Små lätta moln" (live)
3. "Snart kommer det en vind"
4. "Bröllopsklockor"
5. "Bolla och rulla"
6. "Nattmara"
7. "Ångmaskinen"
8. "En ny rebell i byn"
9. "För mig finns bara good ol' rock'n'roll"
10. "Hog Farm"
11. "Kärlekens träd"
12. "Fredagstango"
13. "Finns det lite stolthet kvar finns det också hopp om bättring"
14. "Vandrar i ett regn"

### Fotnoter
1. ↑  ”Klassiker”. Wimp. http://www.wimpmusic.se/wweb/album/6442861. Läst 21 januari 2013.